# Moorites
Moorites is een geslacht van uitgestorven kreeftachtigen uit de klasse van de Ostracoda (mosselkreeftjes).

## Soorten
- Moorites abyschevaensis Buschmina, 1965 †
- Moorites brevis Cooper, 1941 †
- Moorites convergens (Bradfield, 1935) Scott, 1944 †
- Moorites convexiformis Buschmina, 1968 †
- Moorites convexus Cooper, 1941 †
- Moorites copelandi Lethiers, 1981 †
- Moorites elongatus (Jones & Kirkby, 1886) Cooper, 1946 †
- Moorites eminens Buschmina, 1981 †
- Moorites enormis Buschmina, 1968 †
- Moorites fallax Becker, 1971 †
- Moorites florae Pribyl, 1962 †
- Moorites gibberosus Buschmina, 1981 †
- Moorites givetianus (Rozhdestvenskaya, 1962) Zbikowska, 1983 †
- Moorites gurjevskiensis Polenova, 1960 †
- Moorites indentus Cooper, 1946 †
- Moorites intermedius Cooper, 1941 †
- Moorites kassini Buschmina, 1977 †
- Moorites knighti (Wilson, 1933) Cooper, 1946 †
- Moorites koczalensis Zbikowska, 1983 †
- Moorites kozuri Gerry & Honigstein in Gerry et al., 1987 †
- Moorites lebedjanicus Polenova, 1958 †
- Moorites legibilis Polenova, 1960 †
- Moorites minutus (Warthin, 1930) Coryell & Billings, 1932 †
- Moorites mirus Buschmina, 1965 †
- Moorites onoprienkoi Bless, 1984 †
- Moorites ornatus Buschmina, 1968 †
- Moorites punctus (Wilson, 1933) Cooper, 1946 †
- Moorites rectus Buschmina, 1968 †
- Moorites rhomboidalis (Croneis & Bristol, 1939) Cooper, 1941 †
- Moorites singularis Buschmina, 1968 †
- Moorites spiciferus (Wilson, 1933) Cooper, 1946 †
- Moorites subbrevis Buschmina, 1968 †
- Moorites subrhomboidalis Buschmina, 1968 †
- Moorites wapanuckensis (Harlton, 1933) Cooper, 1946 †